# 1987 en combiné nordique
| Années du combiné nordique : 1984 - 1985 - 1986 - 1987 - 1988 - 1989 - 1990    |
| Décennies du combiné nordique : 1950 - 1960 - 1970 - 1980 - 1990 - 2000 - 2010 |

Cette page reprend les résultats de combiné nordique de l'année 1987.

## Coupe du monde
La Coupe du monde 1987 fut remportée par le Norvégien Torbjørn Løkken devant l'Allemand de l'Ouest Hermann Weinbuch et le Suisse Hippolyt Kempf.

### Coupe de la Forêt-noire
La coupe de la Forêt-noire 1987 fut remportée par l'Allemand de l'Ouest Hubert Schwarz.

### Festival de ski d'Holmenkollen
L'épreuve de combiné de l'édition 1987 du festival de ski d'Holmenkollen fut remportée par l'Allemand de l'Ouest Hermann Weinbuch
devant les Norvégiens Trond-Arne Bredesen et Torbjørn Løkken.

### Jeux du ski de Lahti
L'épreuve de combiné des Jeux du ski de Lahti 1987 fut remportée par un coureur ouest-allemand, Thomas Müller devant son compatriote Hermann Weinbuch. Le Suisse Werner Schwarz termine troisième.

### Jeux du ski de Suède
L'épreuve de combiné des Jeux du ski de Suède 1987 fut remportée par le coureur norvégien Torbjørn Løkken
devant les Allemands de l'Ouest Thomas Müller et Hermann Weinbuch.

## Championnat du monde
Le championnat du monde eut lieu à Oberstdorf, en Allemagne de l’Ouest.
L'épreuve individuelle de combiné fut remportée par le Norvégien Torbjørn Løkken devant son compatriote Trond-Arne Bredesen. L'Allemand de l'Ouest Hermann Weinbuch est médaillé de bronze.
Dans l'épreuve par équipes, c'est l'équipe d'Allemagne de l’Ouest qui s'impose, Hermann Weinbuch, Hans-Peter Pohl & Thomas Müller devenant ainsi champions du monde. L'équipe de Norvège (Hallstein Bøgseth, Trond-Arne Bredesen & Torbjørn Løkken) est deuxième devant l'équipe soviétique (Sergey Chervyakov, Andrei Dundukow & Allar Levandi).

## Universiade
L'Universiade d'hiver de 1987 s'est déroulée à Štrbské Pleso, en Tchécoslovaquie. L'épreuve de combiné fut remportée par le Tchécoslovaque Jan Klimko devant le Japonais Kazuoki Kodama et le Tchécoslovaque František Řepka.

## Championnat du monde juniors
Le Championnat du monde juniors 1987 a eu lieu à Asiago, en Italie.
L'épreuve individuelle, courue sur 15 kilomètres, a vu la victoire de l'Allemand de l'Ouest Thomas Prenzel devant le Norvégien Trond-Arne Bredesen. Un compatriote de ce dernier, Marko Frank, est troisième.
Dans l'épreuve par équipes, c'est l'équipe d'Allemagne de l’Est qui s'impose, Thomas Abratis, Marko Frank & Thomas Prenzel devenant ainsi champions du monde juniors. Ils devancent l'équipe de Norvège (Trond-Arne Bredesen, J. Andersen & Bård Jørgen Elden) tandis que l'équipe tchécoslovaque (Patras, Michal Pustejowski & František Repka) prend la troisième place.

## Championnats nationaux

### Championnats d'Allemagne
En Allemagne de l'Est, l'épreuve du championnat d'Allemagne de combiné nordique 1987 fut remportée par Bernd Blechschmidt. Heiko Hunger, le champion 1985, se classe deuxième tandis que Thomas Abratis est troisième.
Les résultats du championnat d'Allemagne de l'Ouest de combiné nordique 1987 manquent.

### Championnat d'Estonie
Le Championnat d'Estonie 1987 s'est déroulé à Otepää.
Il fut remporté par Rain Pärn devant Taivo Tigane et Toomas Tiru.

### Championnat des États-Unis
Le championnat des États-Unis 1987 s'est tenu à Ishpeming, dans l'état du Michigan. Il a été remporté par Pat Ahern, dont c'était le dernier titre national après ceux de 1982, 1984 & 1985.

### Championnat de Finlande
Les résultats du championnat de Finlande 1987 sont incomplets. Le champion fut Jouko Parviainen.

### Championnat de France
Les résultats du championnat de France 1987 sont incomplets. Le champion en titre, Fabrice Guy, le conserva.

### Championnat d'Islande
Le championnat d'Islande 1987 fut remporté par Ólafur Björnsson.

### Championnat d'Italie
Comme chaque année depuis 1980, le championnat d'Italie 1987 fut remporté par Giampaolo Mosele. Et comme chaque année depuis 1982, le vice-champion fut Francesco Benetti ; c'est là le dernier des six titres de vice-champion qu'il remporta. Le troisième fut Stefano Lunardi, lui aussi habitué d'un podium qu'il fréquenta auparavant, toujours en troisième position, de 1983 à 1985.

### Championnat de Norvège
Le vainqueur du championnat de Norvège 1987 fut Torbjørn Løkken, qui s'imposa devant Arne Orderløkken tandis que Hallstein Bøgseth terminait troisième de l'épreuve.
L'épreuve par équipes fut remportée par celle du Nord-Trøndelag.

### Championnat de Pologne
Le championnat de Pologne 1987 fut remporté par Tadeusz Bafia (pl), du club Wisła-Gwardia Zakopane.

### Championnat de Suède
Comme lors des quatre éditions précédentes, le championnat de Suède 1987 a distingué Göran Andersson, du club Sysslebäcks BK. Le titre des clubs ne fut pas décerné.

### Championnat de Suisse
Les résultats du Championnat de Suisse 1987 manquent.